# Banlung (huyện)
Huyện Banlung là một huyện ở đông bắc Campuchia. Huyện này nằm ở tỉnh Ratanakiri. Năm 1998, dân số của huyện Banlung là 16.999 người.
Huyện được nâng cấp thành Thành phố Banlung vào ngày 30 tháng 12 năm 2008.